# Nicoteba betonica
El pavoncillo (Nicoteba betonica) es una especie de planta con flores perteneciente a la familia de las acantáceas.

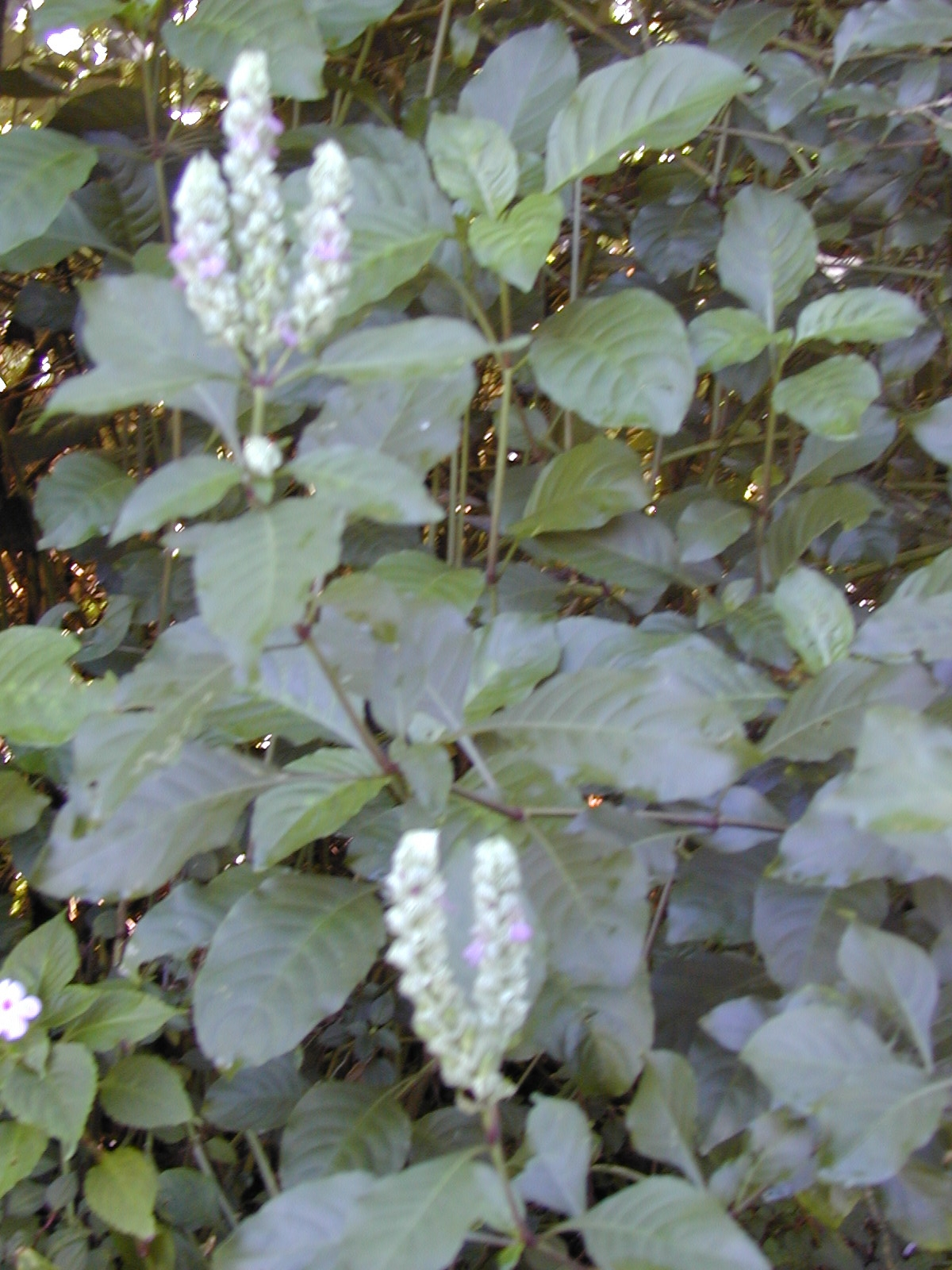
Vista de la planta

## Descripción
Es un arbusto perennifolio enano o hierba que alcanza los 0.15 a 1 m de altura.

## Distribución y hábitat
El área de distribución nativa de esta especie se extiende desde África ecuatorial y austral hasta América Central y el Subcontinente indio. Crece principalmente en el bioma tropical estacionalmente seco, en una altitud de 20 a 1 655 m s. n. m..

## Fitoquímica
De esta planta se ha aislado el alcaloide quindolidina.

## Taxonomía
La especie fue descrita originalmente como Justicia betonica por Carlos Linneo y publicada en Species Plantarum 1: 15, en 1753, actualmente es tanto un sinónimo como el basónimo de esta; y ulteriormente sería transferida al género Nicoteba por Gustav Lindau en Botanische Jahrbücher für Systematik, Pflanzengeschichte und Pflanzengeographie 18: 56, en 1893.

#### Etimología
betonica: epíteto